# Orthogonioptilum fontainei
Orthogonioptilum fontainei är en fjärilsart som beskrevs av Pierre Claude Rougeot 1962. Orthogonioptilum fontainei ingår i släktet Orthogonioptilum och familjen påfågelsspinnare. Inga underarter finns listade i Catalogue of Life.